# 신유은
신유은(2000년 2월 18일 ~)은 대한민국의 배우이다.

## 학력
- 한림연예예술고등학교 연예과 (졸업)
- 서울예술대학교 연기과 전문학사 (졸업)

## 출연작

### 드라마
- 2019년 웹드라마 "남사친 말고 남친"
- 2022년 웹드라마 펜스 밖은 해피엔딩

## 기타
- 2021 뮤직비디오김한결 - 말도 못해
- 2021 뮤직비디오박재정 - 좋았는데
- 2019 웹드라마남사친 말고 남친